# Apoteket Storken
Apoteket Storken (deutsch: Storchen-Apotheke) ist eine Apotheke im Stadtteil Östermalm in Stockholm. Das Gebäude wurde 1897 bis 1899 nach dem Entwurf des Architekten Hans Jacob Hallström errichtet. Im Haus befindet sich die Storchen-Apotheke mit der Originaleinrichtung aus dem Jahr 1899. Die Apotheke ist laut der Beurteilung des Riksantikvarieämbetet (Reichsantiquaramt) die kulturhistorisch wertvollste in Schweden. Der Name „Storch“ für eine Apotheke in Schweden ist ungewöhnlich, 2005 gab es nur fünf Apotheken mit dieser Bezeichnung.
Der Apothekenbetrieb wurde vom Inhaber Ingemar Kersfeldt am 1. April 1898 aufgenommen, gleichzeitig befestigte man den vergoldeten Storch, der eine Schlange im Schnabel hält, über dem Eingang. Die kulturhistorisch wertvolle Einrichtung wurde vom Tischler Carl Fredrik Allard entworfen und vom Schreiner Petter Nilsson angefertigt. Verwendete Materiale sind Rosenholz, Ebenholz und Jakaranda. Der Stil ist Neorenaissance mit neugotischen Elementen. Die Glasdecke wurde vom deutschen Künstler Fritz Rosenthal gemalt und stellt Allegorien für Gesundheit und Krankheit sowie Leben und Tod dar. Büsten und Porträt-Medaillons zeigen bekannte Ärzte und Forscher. Die Wände sind mit imitiertem Kolmårdenmarmor ausgekleidet. Die Regale des Verkaufsraumes sind originalgetreu mit Gegenständen aus der Gründerzeit der Apotheke eingerichtet, daneben finden sich moderne Verpackungen und Apparate.

## Bilder

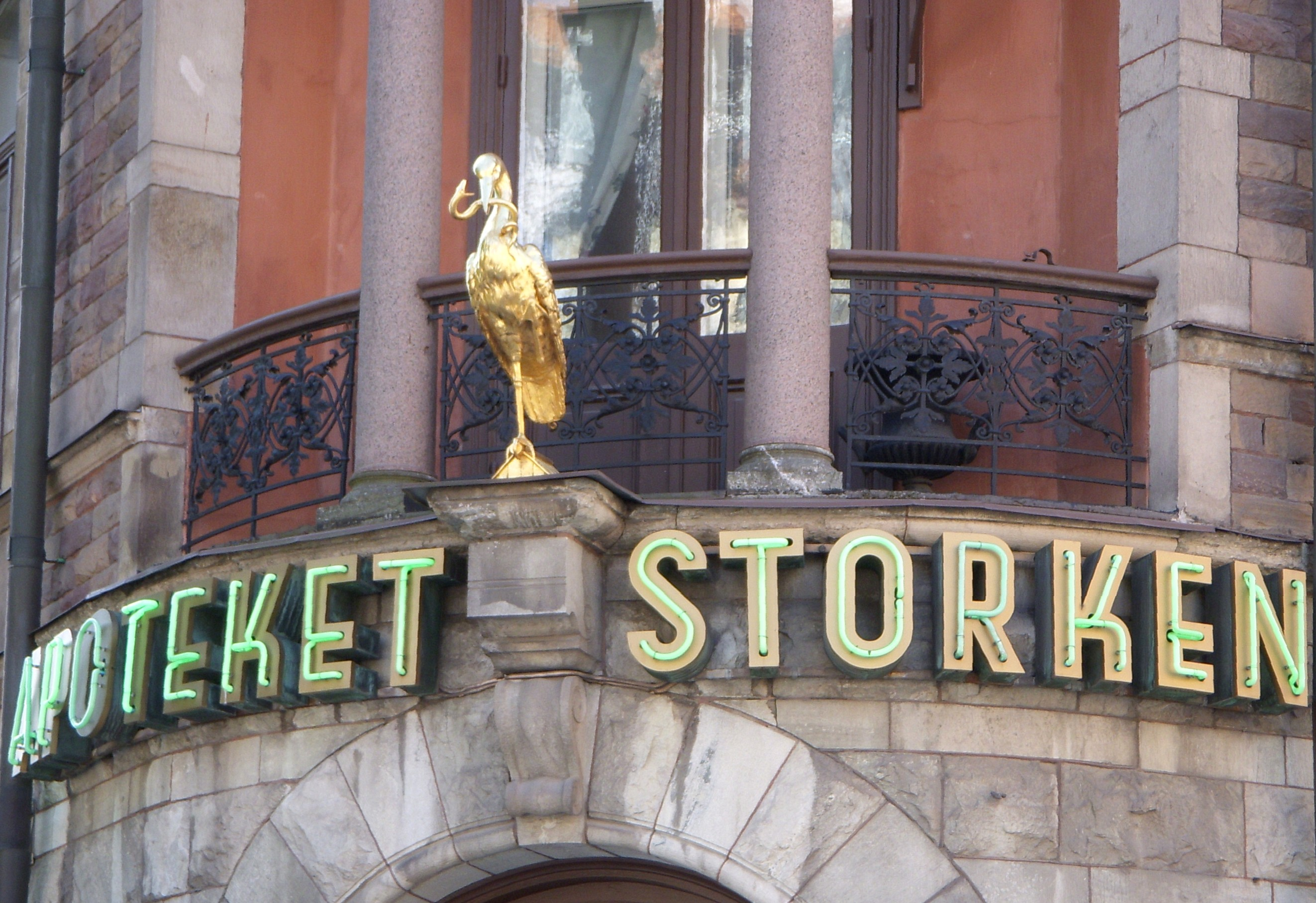
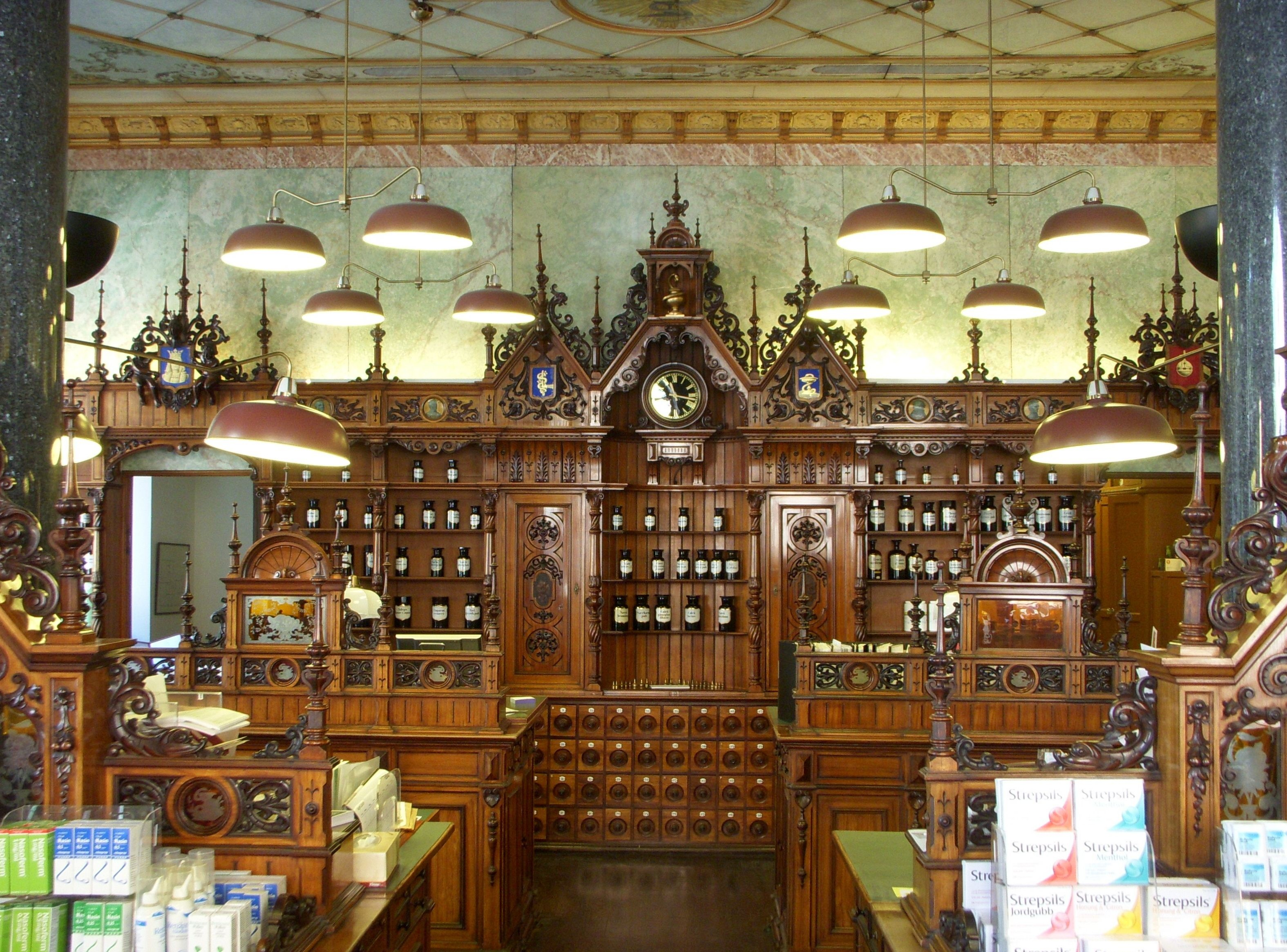
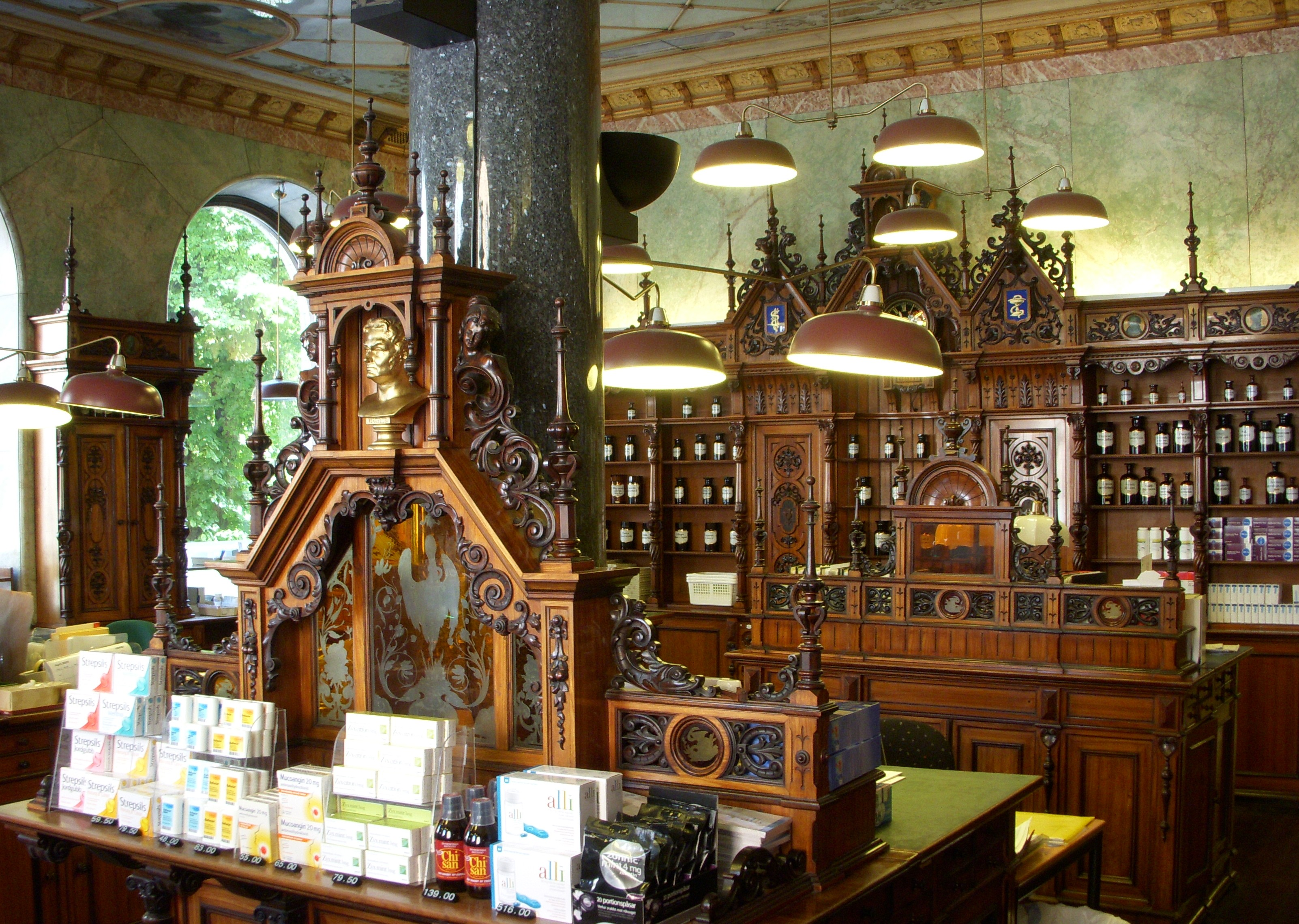
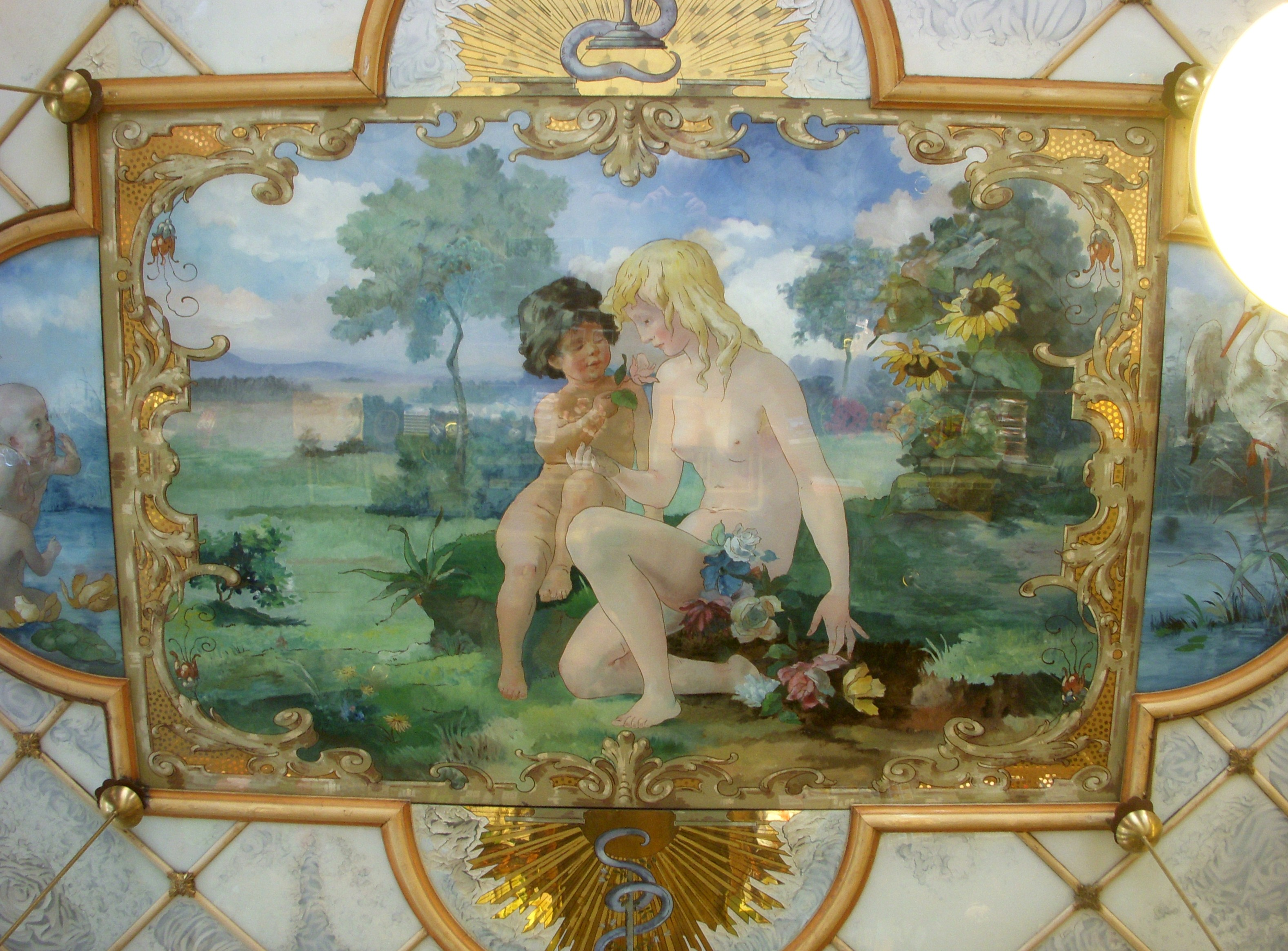